# Bohdany (rejon żabinecki)
Bohdany (biał. Багданы, Bahdany, ros. Богданы, Bogdany) – wieś na Białorusi, w obwodzie brzeskim, w rejonie żabineckim w sielsowiecie Leninski, położona w odległości 4 km od drogi magistralnej M1 i trasy europejskiej E30.

## Historia
W dwudziestoleciu międzywojennym leżały w Polsce, w województwie poleskim, w powiecie kobryńskim, w gminie Oziaty. W 1921 miejscowość liczyła 117 mieszkańców, zamieszkałych w 18 budynkach, w tym 97 Białorusinów i 20 Polaków. Wszyscy mieszkańcy byli wyznania prawosławnego.